# ذو الأسنان الشصية
ذو الأسنان الشِصّية (الاسم العلمي: Agkistrodon)، جنس أفاعي سامة من فصيلة الأفعويات توجد في أمريكا الشمالية من جنوب الولايات المتحدة إلى شمال كوستاريكا. هناك ستة أنواع معترف بها حاليًا ، جميعها متعددة الأنماط وذات صلة وثيقة.